# Enfärgad solfågel
Enfärgad solfågel (Cinnyris batesi) är en fågel i familjen solfåglar inom ordningen tättingar.

## Utseende och läte
Enfärgad solfågel är en mycket liten och som namnet avslöjar anspråkslöst tecknad solfågel. Näbben är kort med orange vid näbbroten som är jämnt böjd. Den misstas ofta för honor av andra solfågelarter. Det enda kännetecknet på den olivgröna ovansidan är ett otydligt ljusare ögonbrynsstreck och bleka streck under ögat samt gula kanter på vingarna. Hanen har en gul eller vitaktig (ej röd som hos andra solfåglar) fjädertofs vid skuldran som dock vanligen hålls dold. Bland lätena hörs ljusa "tseeep" och drillar.
Fågeln är lik både mossgrön solfågel och kortstjärtad solfågel, men de är grällare i färgerna, med rakare näbbar och tydligare gulaktiga ringar kring ögonen. Även gråbröstad solfågel är lik, men denna har en längre nedåtböjd näbb samt är gråaktig i ansiktet och på undersidan.

## Utbredning och systematik
Fågeln förekommer från Liberia till Nigeria, Gabon, södra Demokratiska republiken Kongo och nordvästra Zambia samt på ön Bioko i Guineabukten.

## Levnadssätt
Enfärgad solfågel hittas i kanter av låglänta och flodnära skogar, ibland in i ungskog. Den slår ofta följe med kringvandrande artblandade flockar och ses ofta vid epifyter i ansamlingar av mossa.

## Status och hot
Arten har ett stort utbredningsområde, men tros minska i antal, dock inte tillräckligt kraftigt för att den ska betraktas som hotad. Internationella naturvårdsunionen IUCN listar arten som livskraftig (LC).

## Namn
Fågelns vetenskapliga artnamn hedrar den amerikanske ornitologen George Latimer Bates (1863-1940). Tidigare kallades den batessolfågel även på svenska, men tilldelades 2023 ett mer informativt namn av BirdLife Sveriges taxonomikommitté.